# 艺术新闻中文版
《艺术新闻／中文版》是国际艺术媒体The Art Newspaper的中文版本，由国际出版社 Umberto Allemandi 授权现代传播集团于 2013 年 3 月合作推出，是一份以中文出版的全球艺术报道的视觉艺术月刊。2023年，尚乘集团完成了对《艺术新闻》的全球收购，成为100%的股东。同年，现代传播集团的授权也被终止。尚乘集团正在筹备全新版的《艺术新闻／中文版》，预计2025年会正式推出。
《艺术新闻／中文版》与纽约亚洲协会、佳士得等国际艺术机构和拍卖行联合举办了多次艺术论坛，探讨国际与中国艺术生态的融合与演进。
《艺术新闻／中文版》的出版正逢苏富比、佳士得拍卖行进入中国市场，其时中国收藏家在纽约、伦敦以及香港等国际艺术交易中心频频出手高价购藏中国传统以及西方现当代艺术珍品，中国与海外艺术市场的交易空前活跃。《纽约时报》中文网在报道中国藏家在国际艺术市场的高频率出现，以及中国艺术展览在西方博物馆更多亮相时，也提到《艺术新闻/中文版》的创刊正逢其时。
从2014年开始，《艺术新闻／中文版》创立“艺术新闻亚洲艺术贡献奖”，表彰和推荐亚洲和华语地区在艺术创作、展览以及研究方向作出重要贡献的个人、艺术项目和艺术机构。2014年的年度颁奖在亚洲协会香港中心举行，2015年的颁奖典礼在上海民生21世纪美术馆举办。